# Gilles de Beaumanoir
Gilles de Beaumanoir est un chevalier chambellan du duc François II de Bretagne mort en 1498, issu de la famille noble bretonne de Beaumanoir.

## Biographie
Né de l'union de Brient de Beaumanoir avec Marguerite du Creux, il hérite de par son père de la vicomté du Besso et de la seigneurie de la Claye, notamment et de par sa mère, les seigneuries de l'Oublarie et de la Folie.
Avec Charles VIII, le mari d'Anne de Bretagne, il part jusqu'à Naples en 1495 et est fait chevalier de la bataille de Fornoue.
Epoux de Jacquemine du Parc, il a eu trois enfants : François, Charles et Margueritte.